# Ватерланд (район)
Вижте пояснителната страница за други значения на Ватерланд.
Ватерланд (хол. Waterland произн.) е район в холандската провинция Северна Холандия и име на историческа географска и териториална област. Районът е нискоразположена област с торфени ливади, пресечен от много вади и канали.
Районът има площ от 52,11 km², а населението му е 17 306 души (по приблизителна оценка от януари 2021 г.). Гъстотата е 332,1 души на km².
Сегашното землище на Ватерланд обхваща общините Ландсмер, Пюрмеренд (без Пюрмер) и Ватерланд. До началото на урбанизираното застрояване, градският район Амстердам-Норд също е част от Ватерланд, но сега само Ланделик Норд се разглежда като част от Ватерланд.
Районът Ватерланд е платформа за действие за общините Бемстер, Едам-Волендам, Ландсмер, Пюрмеренд, Ватерланд и Зеванг. Най-големите жилищни средища са Едам-Волендам, Моникендам и Пюрмеренд.